# 伊東弘文
伊東弘文（いとう ひろふみ／こうぶん、1943年8月2日 - 2014年10月5日）は、日本の財政学者。専門は財政学、地方財政論。九州大学名誉教授。

## 経歴
大分県出身。1966年 九州大学経済学部卒、68年 九州大学大学院経済学研究科修士課程修了。1987年 「現代西ドイツ地方財政論」で経済学博士（東京大学大学院経済学研究科）。1969年 北九州大学経済学部助手、講師、助教授、教授、1986年 九州大学経済学部教授、2003年 定年退官、名誉教授。政府税制調査会専門委員、北九州市税財政調査会委員。2004年 総務省地方財政審議会会長。

## 著書

### 単著
- 『現代西ドイツ地方財政論』（文真堂、1986年）
  - 『現代ドイツ地方財政論 増補版』（文真堂、1995年）
- 『入門地方財政』（ぎょうせい、1992年）
- 『補助金・税財源改革の到達点と今後の課題』（地方自治総合研究所、1997年）

### 共著
- （佐藤進）『入門租税論』（三嶺書房、1988年／改訂版、1994年）

### 編著
- 『現代財政の変革』（ミネルヴァ書房、2005年）

### 共編著
- （徳永正二郎）『アジア太平洋経済の成長と変動』（九州大学出版会、1992年）
- （徳増倎洪）『現代経済システムの展望』（九州大学出版会、1997年）
- （細江守紀）『現代経済の課題と分析』（九州大学出版会、2000年）

### 翻訳
- リチャード・パイプス『レーニン主義の起源』（桂木健次との共訳、河出書房新社、1972年）
- ボルフガング・レンチェ著、ディーツ社編『財政基本規範と財政調整』（自治総合センター、1996年）
- ヴォルフガング・レンチュ『ドイツ財政調整発展史：戦後から統一まで』（九州大学出版会、1999年）